# Strizivojna
Strizivojna est un village et une municipalité située dans le comitat d'Osijek-Baranja, en Croatie. Au recensement de 2001, la municipalité comptait 2 759 habitants, dont 98,84 % de Croates et le village seul comptait 2 758 habitants.

## Localités
La municipalité de Strizivojna compte 2 localités : Merolino Sikirevačko et Strizivojna.